# Pieter Tanjé
Pieter Tanjé (Bolsward, 15 februari 1706 — Amsterdam, 29 juni 1761) was een Nederlands graveur, etser, tekenaar en kopiist.

## Biografie
Tanjé was aanvankelijk schippersknecht op de beurtvaart tussen Bolsward en Amsterdam. In zijn vrije tijd graveerde hij versieringen op tabaks- en snuifdozen. In Amsterdam leerde hij Jacob Folkema kennen, een beroemd graveur die eveneens uit Friesland kwam. Deze adviseerde hem om zich aan de Amsterdamse Stadstekenacademie in te schrijven. Op 24-jarige leeftijd werd hij daar leerling van Bernardus Picart, Jacob Houbraken, Cornelis Troost en Jacob de Wit.

## Werken
Zijn eerste grote werken waren twee prenten, gegraveerd naar schilderijen van  Michele Rocca (ook Parmesianiny genoemd): Flora, zittend op de wolken (1734) en de orgelspelende St. Cecilia (1737). Daarna vervaardigde hij een groot aantal boekprenten, onder andere gravuren voor een prentbijbel van de boekhandelaar Isaak Tirion. Tanjé volgde met zijn gravuren veelal de tekeningen van Louis Fabricius Dubourg. Voor de Gemäldegalerie Alte Meister in Dresden vervaardigde hij acht gravuren van historische schilderijen.
Hij hield zich daarnaast bezig met het graveren van afbeeldingen van bekende personen. Ook van tekeningen en schilderijen van tijdgenoten maakte hij gravuren, bijvoorbeeld van werken van Cornelis Troost. Voor het tweedelige boekwerk van Johan van Gool De nieuwe schouburg der Nederlantsche kunstschilders en schilderessen produceerde hij meer dan 100 afbeeldingen, voornamelijk naar portrettekeningen van Aart Schouman. Enkele voorbeelden hiervan zijn:

Titelpagina van De nieuwe schouburg
Portretten van Tibout Regters, Jan ten Compe en Jan Palthe
Portretten van Johannes van Ravestein en Adriaen Hanneman
Portretten van Elias van Nijmegen, Gerard Sanders en Dionys van Nijmegen

- Art Gallery of South Australia: 13311
- Biblioteca Nacional de España: XX1106151
- Biografisch Portaal: 30252914
- Catàleg d'autoritats de noms i títols de Catalunya: 981058514749506706
- Digitale Bibliotheek voor de Nederlandse Letteren: tanj001
- Stuttgart Database of Scientific Illustrators 1450–1950: 875
- Gemeinsame Normdatei: 104372923
- International Standard Name Identifier: 0000 0000 6636 4676
- KulturNav: 13db5653-85ae-4de8-9b84-c3e8d5582bf2
- Library of Congress Control Number: no2008182959
- Nationale Bibliotheek van Tsjechië: ola2011661905
- Nationale Bibliotheek van Israël: 987007513430305171
- Nederlandse Thesaurus van Auteursnamen: 090639405
- RKD-Nederlands Instituut voor Kunstgeschiedenis: 76473
- LIBRIS: 284048
- SNAC: w6748xpj
- Système universitaire de documentation: 114478945
- Trove: 836467
- Union List of Artist Names: 500019815
- Virtual International Authority File: 32432913
- WorldCat: E39PBJjtbCvvXQpQDh6XQqBMfq